# Steve Walsh (giocatore di football americano)
Stephen John Walsh, detto Steve (St. Paul, 1º dicembre 1966), è un ex giocatore di football americano statunitense che ha giocato nel ruolo di quarterback nella National Football League (NFL). Al college giocò a football all'Università di Miami.

## Carriera professionistica
Scelto dai Dallas Cowboys come primo assoluto nel draft supplementare 1989, Walsh si riunì con Jimmy Johnson che era stato il suo capo-allenatore all'Università di Miami. Dallas tuttavia aveva scelto come primo assoluto il quarterback da UCLA e futuro Hall of Famer Troy Aikman nel Draft NFL 1989. Malgrado l'essere partito come titolare in cinque gare (ed aver contribuito all'unica vittoria di Dallas nella stagione, un 13-3 sui rivali Washington Redskins) e averne disputate altre tre, Walsh non riuscì mai a uscire dall'ombra di Aikman. Dopo quattro gare della stagione 1990, Dallas scambiò Walsh coi New Orleans Saints per tre scelte del draft. Walsh in quella stagione guidò i Saints alla loro seconda apparizione ai playoff di sempre, terminando con un bilancio di 8 vittorie e 8 sconfitte, eliminando, ironia della sorte, i Cowboys dalla corsa per l'ultimo posto nei playoff.
Walsh finì per giocare per undici stagioni nella NFL, facendo parte anche di Chicago Bears, St. Louis Rams, Tampa Bay Buccaneers e Indianapolis Colts. Dopo aver guidato i Bears a una vittoria nei playoff e a un record parziale di 9-4, disputò solamente quattro gare come titolare nei cinque anni successivi. Fu la riserva di Trent Dilfer a Tampa Bay e di Peyton Manning a Indianapolis. Si ritirò dopo la stagione 1999 coi Colts terminando con 7.875 yard passate, 40 touchdown e 50 intercetti per un passer rating di 66,4.

## Palmarès
- Campione NCAA: 1

Miami Hurricanes: 1987

## Statistiche
| Yard passate  | 7.875 |
| Touchdown     | 40    |
| Intercetti    | 50    |
| Passer rating | 66,4  |